# الغنيمية (دمياط)
الغنيمية هي إحدى قرى مركز فارسكور التابع لمحافظة دمياط بجمهورية مصر العربية.